# Darkouch
Darkouch, ou Derkouch (دركوش) est une petite ville du nord de la Syrie, chef-lieu du canton (nahié) du même nom, qui dépend administrativement du gouvernorat d'Idleb. Au recensement de 2004, la ville comptait 5 295 habitants.

## Géographie
Darkouch se trouve dans un oued (wadi) au pied du Djébel Ansariyeh, au nord-ouest de Jisr al-Choughour (chef-lieu du district du même nom dont dépend Darkouch). Darkouch est sise près de la frontière turco-syrienne au bord du fleuve Oronte. La ville est proche d'Al-Djanoudiyah, Zarzour et Al-Nadjiyah au sud-ouest, Jisr al-Choughour au sud et Millis et Maarrat Misrin à l'est.

## Histoire
Une inscription trouvée dans la ville datant de l'époque romaine atteste l'existence alors d'un chantier naval servant à construire des bateaux devant naviguer sur l'Oronte. La ville conserve aussi les ruines d'un ancien pont romain. La christianisation commence rapidement de manière officielle après 322 et l'édit de Constantin.
Sous les croisades, la ville dépendait de la principauté d'Antioche, jusqu'à ce qu'elle soit prise par Saladin en 1188. Elle retourne brièvement aux Croisés sous Bohémond VI d'Antioche  et du comté de Tripoli en 1260. Elle est finalement prise par les Mamelouks du sultan Baïbars en 1267. Il ne reste rien de la citadelle des Croisés qui sert de carrière de pierres. Le géographe syrien Yaqout al-Roumi visite Darkouch dans les années 1220, sous le règne de la dynastie ayyoubide. Il remarque qu'il s'agit d'une forteresse près d'Antioche (Antâkiyyah), dépendant de la province d'Al-Awasim (c'est-à-dire littéralement « protectrice » pour qualifier la frontière avec l'Empire byzantin).
Darkouch et ses alentours sont dévastés par un tremblement de terre le 13 août 1822 qui aurait tué en tout 20 000 personnes.

### Histoire récente
Au début des années 1960, ce bourg de 2 500 habitants est décrit comme l'un des endroits « les plus pittoresques » de la région par le géographe Robert Boulanger.
Au début de la guerre civile syrienne, Darkouch est prise, ainsi que la région d'Idleb, par les forces anti-gouvernementales en novembre 2012. Depuis lors la ville est divisée avec au nord les habitants soutenant l'opposition et au sud les habitants défendant le régime de Bachar al-Assad. Des immeubles fortement endommagés marquent la limite entre les deux parties de la ville. En janvier suivant, les rebelles islamistes s'emparent de la totalité de la ville et font fuir la minorité chiite. La ville de Darkouch sert ensuite de base aux islamistes pour lancer des opérations commandos ravitaillées par la Turquie, vers les zones du sud progouvernementales.